# George W. Merck

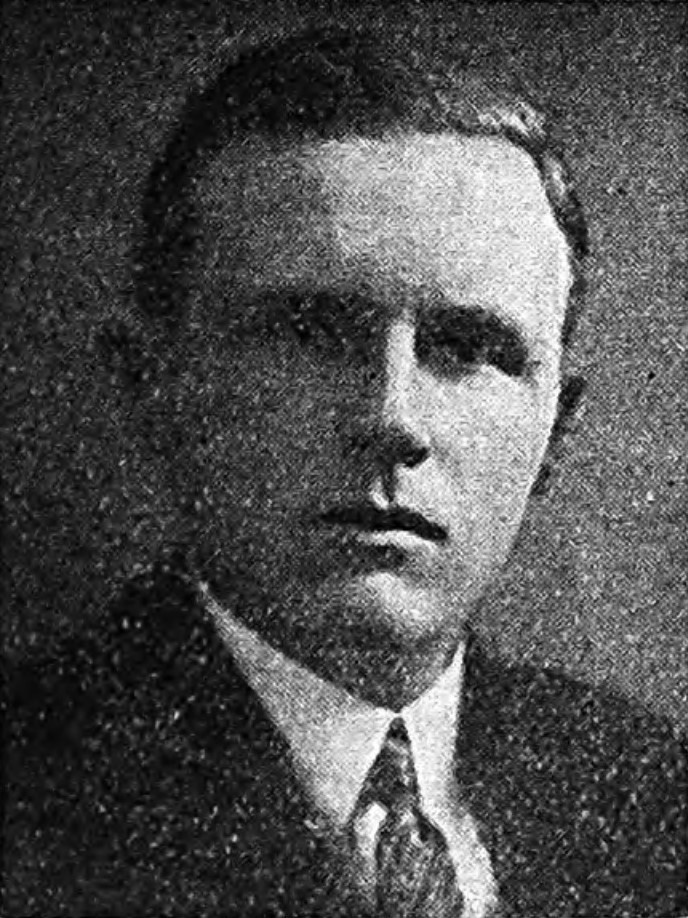
George W. Merck (1927)

George Wilhelm Herman Emanuel Merck (* 29. März 1894 in New York City; † 9. November 1957 in West Orange, New Jersey) war ein US-amerikanischer Unternehmer und CEO von Merck Sharp & Dohme (MSD).

## Leben
George W. Merck war eines von fünf Kindern und der einzige Sohn von George Merck und dessen Frau Frederike, geborene Schenk (1856–1943).
Nach seinem B.A. 1915 am Harvard College in Cambridge (Massachusetts) plante George W. eigentlich ein Chemiestudium in Deutschland, doch der Erste Weltkrieg verhinderte dies. Stattdessen begann er bei MSD, der Firma, die sein Vater leitete und damals noch eine Tochtergesellschaft der deutschen Firma E. Merck war. 1919 wurde MSD durch Enteignung von E. Merck ein selbstständiges Unternehmen. Ein Jahr vor dem Tod seines Vaters übergab dieser seinem Sohn das Unternehmen. Von 1925 bis 1950 war George W. Merck CEO von MSD. Während des Zweiten Weltkriegs leitete er das United States biological weapons program der USA, wofür er 1946 die Presidential Medal for Merit bekam. Bekannt ist George W. Mercks Aussage: „Medicine is for the patient. Medicine is for the people. It is not for the profits.“
George W. Merck war mit 1,96 m Körperlänge (=6 Fuß und 5 Inch) und 113 kg (=250 pound) eine imposante Persönlichkeit. Er war ein überzeugter Republikaner und in New Jersey Vorsitzender der Partei. Aus erster Ehe (1917 mit Josephine Carey Wall) hatte er zwei Söhne (George und Albert) und aus zweiter Ehe (Serena Stevens) zwei Töchter (Serena und Judith) und einen Sohn (John).